# アブドゥッラー・イブン・アリー
アブドゥッラー・イブン・アリー（Abdallah ibn Ali ibn Abdallah ibn al-Abbas、712年頃 - 764年）は、アッバース朝の王族。8世紀に起きたアッバース革命を成功に導く主導的な役割を果たした。
アッバース家の祖であるアッバース・イブン・アブドゥルムッタリブの孫にあたり、アリー・ブン・アブドゥッラーを父に持つ。アッバース朝の初代カリフ・サッファーフ、サッファーフの跡を継いでカリフとなったマンスールの叔父にあたる。
アッバース朝の樹立後にアブドゥッラーはシリアの総督に任命され、シリアにアッバース家の権威を行き渡らせた。ウマイヤ家の人間に過酷な弾圧を加え、反アッバース朝の反乱を抑止した。754年に甥のサッファーフが没した後、カリフの地位を継いだサッファーフの兄マンスールに対してカリフの地位を要求したが敗北する。アブドゥッラーは投獄された後に処刑され、没時の年齢は52歳に達していたと伝えられている。

## 生涯

### アッバース革命での活躍
749年初頭、ホラーサーン地方のアブー・ムスリムが指導する反ウマイヤ朝の蜂起が東方で成功を収め、アブー・ムスリムが率いるホラーサーン軍はペルシアからイラクの国境地帯に向かって西進した。749年10月、イラクのクーファにおいてアブー・ムスリムらホラーサーン軍の支持を受けたアッバース家のサッファーフがアリー家の人間を抑えてカリフに推戴される。アッバース朝の支配をより強固にするため、サッファーフは一族の人間を軍隊の指揮官に任命した。サッファーフの兄アブー・ジャアファル（後のカリフ・マンスール）はワーシト包囲の援軍の指揮官を務め、アブドゥッラーはウマイヤ朝のカリフ・マルワーン2世の勢力下にあるジャズィーラ地方に派遣される。
750年1月、チグリス川の支流である大ザーブ川でアブドゥッラーはマルワーン2世と対陣するが、アブドゥッラーの軍はマルワーン2世の軍よりもはるかに兵数が少なかった。当初マルワーン2世から講和の使者が送られるが、アブドゥッラーは和平の意思を疑い、マルワーン2世の縁者の一人がアッバース側に攻撃を仕掛けたために戦闘が開始される。士気の低いウマイヤ軍に対して、アブドゥッラーの軍は奮戦し、勝利を収める（ザーブ川の戦い）。750年4月にアブドゥッラーは包囲の末にウマイヤ朝の首都ダマスカスを占領し、マルワーン2世はエジプトに逃走する。ダマスカス、キンナスリーンにあるウマイヤ朝のカリフの墓は信仰心の篤いウマル2世のものを除いて掘り返され、遺体には冒涜が加えられた。アブドゥッラーの兄弟サーリフはエジプトに逃げ込んだマルワーン2世を追跡し、マルワーン2世を捕殺する。

### シリア総督就任、ウマイヤ家の反乱の鎮圧
アッバース朝最初のシリア総督に任命されたアブドゥッラーはウマイヤ家への強い敵意を露にし、追及の手を緩めなかった。アブドゥッラーはウマイヤ家との和解を宣言する布告を出し、80人ほどのウマイヤ家の人間を祝宴に招いた。宴が酣となった頃、アブドゥッラーが潜ませていた兵士が酔いの回った出席者に切りかかり、死体と瀕死の人間を下敷きにした絨毯の上で宴会が続けられた。絨毯の下のうめき声が絶えた後に死体は打ち捨てられ、犬の餌にされたと伝えられている。カリフ・ヒシャームの孫アブド・アッラフマーンはアブドゥッラーの迫害から逃れた数少ない人物で、イベリア半島に渡って後ウマイヤ朝を建国した。
アブドゥッラーによるウマイヤ家への苛烈な弾圧とホラーサーン軍の略奪はジャンド・キンナスリーン知事のアブル＝ワードの反乱を引き起こし、アブル＝ワードはウマイヤ家のカリフ・マルワーン1世の子孫であるアブー・ムハンマドを擁立してウマイヤ朝の再興を掲げた。反乱軍はキンナスリーン近郊でアブドゥッラーの兄弟アブドゥル＝サマドの軍を破るが、750年末にアブドゥッラーはMarj al-Akhramの戦闘で反乱軍に大勝する。アブル＝ワードはアッバース朝に降伏し、 アブー・ムハンマドは砂漠に逃走した。キンナスリーンでの反乱が鎮圧された直後にアブー・ムハンマドの甥アッバースがアレッポで蜂起するが、アブドゥッラーの軍が到着する前にジャズィーラ総督に任命されたアブー・ジャアファルによって反乱は鎮圧される。その後アブドゥッラーはイスハーク・イブン・ムスリムらに指導されたウマイヤ家の支持者が立て篭もるサモサタの城砦に進軍する。アブー・ジャアファルは交渉によってイスハークを帰順させ、多くのウマイヤ家の支持者は高い地位を与えられてアッバース朝に受け入れられた。 751年夏にカリフ・ヒシャームの孫であるアバン・イブン・ムアーウィヤがサモサタ近郊で反乱を起こしたため、アブドゥッラーはビザンツ帝国（東ローマ帝国）への侵入を中断しなければならなかった。

### カリフの地位の要求
ジャズィーラ地方ではウマイヤ家の支持者の反乱が再発するが、アブドゥッラーは数年をかけてシリアに住む有力なアラブの部族長たちの忠誠を確保し、シリアでは平穏が保たれた。754年6月にサッファーフが没した時、アブドゥッラーはアブー・ジャアファル、東方で勝利を収めたアブー・ムスリムと並ぶアッバース朝内の有力者に数えられていた。サッファーフはメッカ巡礼の途上で没し、兄のアブー・ジャアファルを後継者に指名した。サッファーフが没した当時、アブドゥッラーはビザンツ帝国]領への遠征の準備を進め、シリア北部に駐屯していた。アブドゥッラーは、かつてサッファーフがマルワーン2世の撃破と引き換えに自分を後継者に指名する約束を交わしたことを主張し、カリフの地位を要求した。サッファーフとの間に交わされていた約束を認める人間は少なからずおり、彼らはアブドゥッラーに忠誠を誓ったと言われている。
アブドゥッラーの軍がイラクへの進軍を開始したとき、マンスールはアブー・ムスリムに助けを求めた。マンスールはアブー・ムスリムに疑いの目を向けていたが、アッバース革命で主要な役割を果たしたホラーサーン兵から絶大な人気を誇るアブー・ムスリムは、ホラーサーン軍出身の司令官のほとんどをマンスールの側に付けることができた。754年11月、アブドゥッラーとアブー・ムスリムはニシビス（ヌサイビン、ナシービーン）で対陣する。アブー・ムスリムはアブドゥッラーの指揮下に置かれていたホラーサーン兵を自軍に寝返らせようと試みたが、アブドゥッラーはホラーサーン兵の忠誠を疑い、彼らを殺害した。K.V. Zetterstéenは、アブドゥッラーはホラーサーン兵がアブー・ムスリムとの戦闘を拒むことを恐れ、軍内にいた17,000人のホラーサーン兵を殺害したと述べている。ホラーサーン兵を殺害したアブドゥッラーの元にはアブドゥッラーとアブー・ムスリムいずれともつながりを持たないシリア出身の兵士が残った。アブー・ムスリムは自分はマンスールからシリア総督に任命されたため任地に赴いているといった書面をシリア兵に宛てて出し、マンスールからの処罰が家族にも及ぶことを恐れたシリア兵は逃走した。歴史家Hugh N. Kennedyの言葉を借りれば、アブドゥッラーは「味方のすべてを疑い、戦闘が本格化する前に敗走し」、バスラの知事を務める兄弟のスライマーンに庇護を求めた。
スライマーンが総督を解任されるまでの間、アブドゥッラーは2年の間バスラにとどまった。スライマーンからの赦免の願い出を聞き入れたマンスールはアブドゥッラーの安全を保障する書状を送るが、マンスールの元に出頭したアブドゥッラーは投獄され、獄死した。捕らえられたアブドゥッラーはマンスールが建てた家に住まわされたが、土台が塩でできていた家は水を流し込まれた時に崩れ落ち、アブドゥッラーは家屋の崩壊に巻き込まれて圧死したとも伝えられている。
アブドゥッラーの死後、シリア総督の地位は兄弟のサーリフが継承し、サーリフとその一族は半世紀にわたってアッバース朝にとって最も重要な地域を統治した。

## 翻訳元記事参考文献
- Cobb, Paul M. (2001年). White banners: contention in ‘Abbāsid Syria, 750–880. Albany, NY: State University of New York Press. ISBN 0-7914-4880-0。
- Grohmann, Adolph; Kennedy, Hugh (1995年). "Ṣāliḥ b. ʿAlī". The Encyclopedia of Islam, New Edition, Volume VIII: Ned–Sam. Leiden and New York: BRILL. p. 985. ISBN 90-04-09834-8。
- Kennedy, Hugh N. (1986年). The Early Abbasid Caliphate: A Political History. London and Sydney: Croom Helm. ISBN 0-7099-3115-8。
- Kennedy, Hugh N. (2004年). The Prophet and the Age of the Caliphates: The Islamic Near East from the 6th to the 11th Century (Second ed.). Harlow, UK: Pearson Education Ltd. ISBN 0-582-40525-4。
- Zetterstéen, K.V. (1987年). "ʿAbd Allāh b. ʿAlī". In Houtsma, Martijn Theodoor (ed.). E.J. Brill's first encyclopaedia of Islam, 1913–1936, Volume I: A–Bābā Beg. Leiden: BRILL. pp. 22–23. ISBN 90-04-08265-4。